# Jānis Jurkāns
Jānis Jurkāns (Riga, 31 d'agost de 1946) és un polític letó, que va ser un dels líders del Front Popular de Letònia i que va ser ministre d'Afers Exteriors (1990-1992).
Jānis Jurkāns va néixer en el si d'una família amb arrels poloneses i letones. El 1974 Jurkāns es va graduar de la Universitat Estatal de Letònia, amb especialització en anglès. Va treballar com a professor des de 1974 fins a 1978. El 1989 es va convertir en un activista del Front Popular. Jurkāns va ser ministre d'Afers Exteriors de Letònia de 1990 a 1992. El 1992, Janis Jurkāns, juntament amb altres nou ministres d'Afers Exteriors bàltics i un comissari de la UE, van fundar el Consell d'Estats de la Mar Bàltica i l'EuroFacultat.
Va dimitir el 1992 a causa de la seva oposició a la llei de ciutadania de Letònia, que en la seva opinió amenaçava l'harmonia social al país; també va rebutjar les reclamacions territorials d'Abrene. El 1994 Jurkāns va fundar el Partit de l'Harmonia Nacional i va ser el president del grup del partit al Saeima (1994-1996; 1997-1998) i més tard del grup parlamentari de l'aliança Pels Drets Humans en una Letònia Unida. Va ser diputat a les V, vi, vii i viii legislatures del Saeima (1993-2006). El 2002 va visitar Moscou i es va reunir amb Vladímir Putin, que va expressar el seu suport a les polítiques de Jurkāns. El 2005 es va distanciar de l'activitat política i es va concentrar en l'empresa de logística Baltijas asociācija. No obstant això, va participar en les eleccions parlamentàries de 2011 com a candidat del Primer Partit de Letònia/Via Letona i va ser un candidat potencial per al càrrec de ministre d'Afers Exteriors. Tanmateix, no va aconseguir ser elegit. És partidari de l'annexió de Crimea per Rússia.
Jānis Jurkāns està casat i té dos fills.